# Afrida viridifera
Afrida viridifera är en fjärilsart som beskrevs av George Francis Hampson 1914. Afrida viridifera ingår i släktet Afrida och familjen trågspinnare. Inga underarter finns listade i Catalogue of Life.